# アウディ・90
アウディ・90 (Audi 90) は、ドイツの自動車メーカーであるアウディがかつて生産していた乗用車。80の上級仕様にあたる。

## 初代 B2系（1984年 - 1986年）
1984年、80のマイナーチェンジによって直列5気筒2,300ccエンジンを搭載したモデルが独立し、新たに「90」を名乗ることとなった。四輪駆動の「80クワトロ」も同時に「90クワトロ」となった。
外観上はヘッドライトがフォグランプを組み込んだ大型のものとなっており、テールランプも大きく左右が一体になったものが採用され、クロームメッキのトリムも増やされていることで識別できる。
北米では80同様、「4000」として販売された。

## 2代目 B3系（1986年 - 1991年）
1986年9月に3代目80とともに発表された。100のイメージを取り入れた空力的なスタイルに変身したが、80の上級版という位置付けは不変であった。この代から米国でも80とともに「90」という世界共通の名称で呼ばれることになった。ラインナップはこの代から追加された直列4気筒2,000cc115馬力の「2.0」、従来からの直列5気筒2,300cc136馬力の「2.3E」、気筒当たり4バルブを持つ2,300cc DOHC 20バルブ 177馬力の「2.3E 20V」があった。また、プロコン-テンと呼ばれる独自の安全システムが搭載された。

## 3代目 B4系（1991年 - 1995年）
欧州市場では90が廃止され80に統合された一方、北米市場では逆に全モデルが90を名乗ることとなった。
外装では新型の100と共通のセンターグリルが突き出したデザインを採用。ホイールベースの延長、燃料タンクと後輪サスペンションの改善（アバントに折り畳み式リアシートを装着するため）、15inタイヤ装着のためのホイールアーチ大型化などが行われ、メルセデス・ベンツ・CクラスやBMW・3シリーズに対抗すべく、押し出しを強めた内外装となり、市場でもB3系より好評に迎えられた。
A4への移行により、セダンは1994年、アバントは1995年をもって生産を終了した。